# MTMR9
MTMR9‏ (Myotubularin related protein 9) هوَ بروتين يُشَفر بواسطة جين MTMR9 في الإنسان.